# Lobelia gregoriana
Lobelia gregoriana là loài thực vật có hoa trong họ Hoa chuông. Loài này được Baker f. mô tả khoa học đầu tiên năm 1894.